# قاعدة الجنرال فرانسيسكو دي ميراندا الجوية
قاعدة الجنرال فرانسيسكو دي ميراندا الجوية (بالإسبانية: Base Aérea Generalísimo Francisco de Miranda)؛ (إياتا: N/A، إيكاو: SVFM) مطار يقع في مدينة كاراكاس، عاصمة فنزويلا. سُمّي المطار نسبة إلى فرنسيسكو ميراندا، السياسي والثوري الجنوب أمريكي. إلا أنّه يشهتر بين عامة الناس باسم مطار لا كارلوتا (بالإسبانية: La Carlota). في 27 نوفمبر 1992، تعرّض المطار إلى قصف، أثناء محاولة انقلاب فاشلة قادها العسكري الفنزويلي هوغو تشافيز (لاحقًا - بعد سبعة أعوام - أصبح رئيسًا للجمهورية). منذ العام 2005، توقّف المطار عن خدمة الطيران المدني، وحُصر استخدامه للأغراض العسكرية والخدمات الطبية الجوية (EMS)، وقد اقترح ليوبولدو لوبيز، عمدة بلدية تشاكاو (بالإسبانية: Chacao Municipality) (حيث يقع المطار)، في العام 2006، هدم المطار وتخصيص أراضيه لبناء حي سكني-تجاري، وهو المقترح الذي لم تُقره الحكومة الفنزويلية.